# TuS Red Devils Bramsche
O TuS Red Devils Bramsche, também conhecido como Red Devils Bramsche é um clube de basquetebol baseado em Bramsche, Baixa Saxônia, Alemanha que atualmente disputa a Liga Regional Sudeste, correspondente à quarta divisão do país. Manda seus jogos no Schulzentrum Bramsche.

## Histórico de Temporadas
| Temporada | Nível                    | Liga                     | Pos.                     | Resultado                |
| --------- | ------------------------ | ------------------------ | ------------------------ | ------------------------ |
| 2008-09   | 5                        | 2.Regionalliga           | 2º                       |                          |
| 2009-10   | 5                        | 2.Regionalliga           | 1º                       | Promovido                |
| 2010-11   | 4                        | Regionalliga             | 11º                      |                          |
| 2011-12   | 4                        | Regionalliga             | 6º                       |                          |
| 2012-13   | 5                        | 2.Regionalliga           | 3º                       |                          |
| 2013-14   | 5                        | 2.Regionalliga           | 3º                       |                          |
| 2014–15   | 5                        | 2.Regionalliga           | 3º                       |                          |
| 2015–16   | 5                        | 2.Regionalliga           | 1º                       | Estável                  |
| 2016–17   | 5                        | 2.Regionalliga           | 2º                       |                          |
| 2017-18   | 5                        | 2.Regionalliga           | 2º                       |                          |
| 2018-19   | 5                        | 2.Regionalliga           | 1º                       | Promovido                |
| 2019-20   | 4                        | Regionalliga             | 10º                      |                          |
| 2020-21   | 4                        | Regionalliga             | 8º                       |                          |
| 2021-22   | 4                        | Regionalliga             | 13º                      |                          |
| 2022-23   | Não disputou competições | Não disputou competições | Não disputou competições | Não disputou competições |
| 2023-24   | 4                        | Regionalliga             | 6º                       |                          |
| 2024-25   | 4                        | Regionalliga             | 6º                       |                          |

fonte:eurobasket.com

## Títulos

### 2.Regionalliga Norte-Oeste
- Campeão (3): 2009-10, 2015-16, 2018-19
- Finalista (2): 2016-17, 2017-18